# 이벽 선생 묘
이벽 선생 묘(李檗 先生 墓)는 대한민국 경기도 포천시 화현면에 있는, 조선 후기의 실학자로서 한국천주교회의 초기 평신도 지도자로 추앙받고 있는 이벽 선생의 묘이다. 2012년 9월 10일 포천시의 향토유적 제48호로 지정되었다.

## 개요
조선후기의 실학자로서, 한국천주교회의 초기 평신도 지도자로 추앙받고 있는 이벽(李檗, 1754~1785) 선생의 묘이다. 이벽의 본관은 경주이고 자는 덕조(德祖), 호는 광암(曠菴) 세례명은 세자 요한이다. 동지중추부사를 지낸 아버지 이부만(李溥萬)과 어머니 청주 한씨 사이에서 육남매 중 둘째 아들로 포천시 화현면 화현리에서 출생하였다. 이벽은 유명한 무반 가문에서 태어났지만 일찍부터 주자성리학의 모순과 유교이념의 문제점을 지적하고 청나라를 통해 들어온 서학(천주학)에 깊은 관심을 가졌다. 그리고 기호 남인계 학자인 이가환(李家煥), 정약용(丁若鏞), 이승훈(李承薰), 권철신(權哲身) 등과 깊은 교우 관계를 맺으며 경기도 광주 천진암(天眞菴, 현재 퇴촌면)과 주어사(走魚寺)에서 강학회를 열며 서학을 학문에서 종교의 개념으로 승화시켰다. 특히 이승훈을 청나라에 보내 우리나 최초로 세례를 받도록 했으며 이벽은 이승훈에게 세례를 받았다. 이벽은 한국천주교 초기의 평신도 지도자로 선교와 신앙생활에 열성을 다하다가 천주교를 사교(邪敎)로 여긴 조정의 박해와 가문의 몰락을 두려워한 집안의 박해를 받았다. 이벽은 부모에 대한 효와 자신이 선택한 신앙을 저버릴 수 없었기 때문에 집안에 갇힌 상태에서 효심과 신앙을 지키다가 순교하였다.
이벽의 묘는 1970년대 후반에 발견되어 1979년 6월 우리나라 천주교의 발상지인 경기도 광주의 천진암으로 이장하였다. 현재의 묘는 1979년 이장 이후 새로 조성된 것으로 봉분과 묘비가 남아있다. 비록 이벽의 유골과 묘지석 등은 이장되었으나, 본 묘에는 진토가 남아있어 조선후기 실학자이며, 한국천주교회의 초기 평신도 지도자인 이벽의 뜻을 기를 수 있는 중요한 장소이다.

## 같이 보기
- 이벽
- 천진암

## 참고 자료
- 이벽선생 묘 - 포천시 문화관광
- 포천 이벽 세례자 요한 묘와 생가 터 - 한국의 성지와 사적지